# بوم‌آذرخش
بوم‌آذرخش، یک نرم‌افزار ویرایش‌گرافیکی تک‌رنگ با بیت‌نگاشت خاکستری برای اپل مکینتاش‌های خانگی بود. نوشته شده با سی به‌سرعت‌نور، و شبیه به بوم‌مک بود، اما مدت‌ها پس از اینکه اپل از بسته‌بندی بوم‌مک برای رایانه‌های جدید خودداری کرد، به‌عنوان نرم‌افزار مشروط توزیع شد.